# Hårek Elvenes

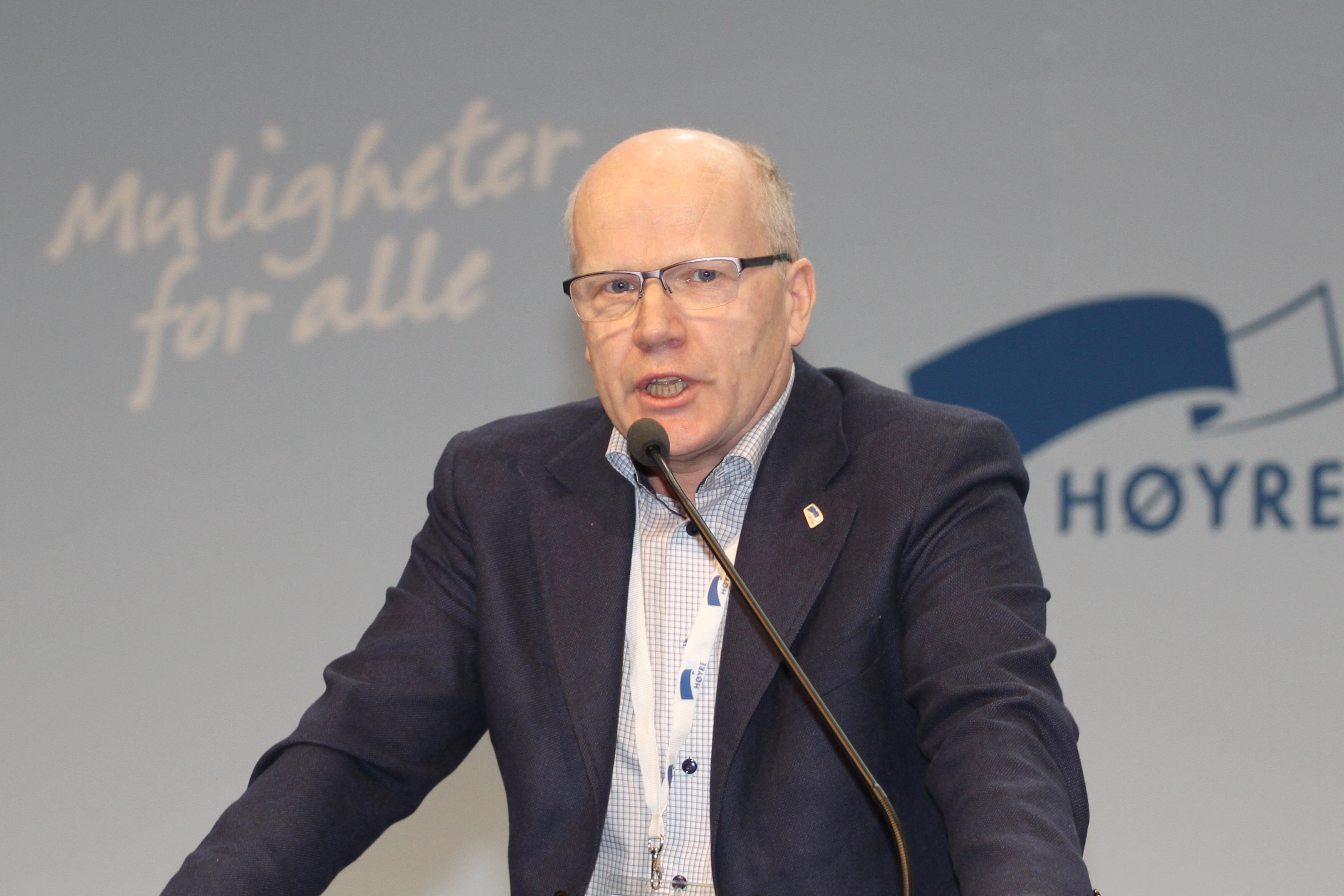
Hårek Elvenes, 2017

Hårek Elvenes (* 17. Juni 1959 in Sortland) ist ein norwegischer Politiker der konservativen Partei Høyre. Seit 2013 ist er Abgeordneter im Storting.

## Leben
Nach dem Abschluss des Gymnasiums im Jahr 1981 besuchte er eine Schule des norwegischen Militärs und er war bis 1984 als Kommandant tätig. Anschließend arbeitete er bis 1987, bevor er ein wirtschaftswissenschaftliches Studium an der Handelshøyskolen BI begann, das er 1991 abschloss. Elvenes arbeitete danach in verschiedenen Positionen unter anderem als Controller und Unternehmensberater. In den Jahren von 1995 bis 2007 saß er im Kommunalparlament von Bærum. 
Elvenes trat bei den Parlamentswahlen 2005, 2009 und 2013 im Wahlkreis Akershus an, ohne jeweils ein festes Mandat im norwegischen Nationalparlament Storting zu erhalten. Stattdessen wurde er jeweils Vararepresentant, also Ersatzabgeordneter. Als solcher kam er im Oktober 2005 zu einem Einsatz, als der damalige Minister Jan Petersen sein Mandat vor dem Regierungswechsel noch ruhen lassen musste. Nach der Wahl 2013 stellte Elvenes die gesamte Legislaturperiode die Vertretung für seinen Parteikollegen Jan Tore Sanner dar, der als Minister tätig war. Elvenes saß über die restliche Legislaturperiode hinweg im Justizausschuss.
Bei der Stortingswahl 2017 zog er schließlich erstmals direkt ins Parlament ein und wurde Mitglied im Außen- und Verteidigungsausschuss. Dort verblieb er auch nach der Parlamentswahl 2021.